# Pinhook Corner (Oklahoma)
Pinhook Corner es un lugar designado por el censo ubicado en el condado de Sequoyah en el estado estadounidense de Oklahoma. En el Censo de 2010 tenía una población de 171 habitantes y una densidad poblacional de 11,06 personas por km².

## Geografía
Pinhook Corner se encuentra ubicado en las coordenadas 35°31′59″N 94°53′30″O / 35.53306, -94.89167. Según la Oficina del Censo de los Estados Unidos, Pinhook Corner tiene una superficie total de 24.89 km², de la cual 24.82 km² corresponden a tierra firme y (0.28%) 0.07 km² es agua.

## Demografía
Según el censo de 2010, había 171 personas residiendo en Pinhook Corner. La densidad de población era de 11,06 hab./km². De los 171 habitantes, Pinhook Corner estaba compuesto por el 43.27% blancos, el 0% eran afroamericanos, el 46.2% eran amerindios, el 0.58% eran asiáticos, el 0% eran isleños del Pacífico, el 0% eran de otras razas y el 9.94% pertenecían a dos o más razas. Del total de la población el 1.75% eran hispanos o latinos de cualquier raza.